# Dvorec Damsgård
Dvorec Damsgård (norveško Damsgård hovedgård) je znameniti dvorec in posest v Bergnu na Norveškem. Znan je po izrazitem rokoko slogu in je verjetno najbolje ohranjena lesena stavba v Evropi iz 18. stoletja.

## Zgodovina
Območje okoli graščine je bilo najverjetneje poseljeno v času Vikingov ali prej, vendar pisni dokazi kažejo, da je bilo leta 1427 naseljeno središče, ki je bilo navedeno kot cerkvena last. Po reformaciji leta 1536 je posest prevzela krona in jo nato prodala tujim interesom.
Ime je najverjetneje izpeljano po Damu Tønnesonu, ki je leta 1654 podedoval kmetijo od svojega očeta Tønnesa Klaussona, ta pa jo je prejel od Friderika II. Danskega zaradi njegove službe med severno sedemletno vojno. Najstarejši deli stavbe pa so verjetno iz okoli leta 1720, ko je posest imel Severin Seehusen (1664-1726). Takrat so bile stavbe pobarvane v svetlo rdeče in zeleno. Ocena za glavno hišo iz leta 1731 obstaja in kaže splošno razporeditev strukture. Po vsem sodeč je bilo posestvo celoletna kmetija in rekreacijska posest.
Joachim Christian Geelmuyden Gyldenkrantz (1730-1795), kasneje imenovan za viteza Gyldenkrantza, je leta 1769 prevzel kmetijo in hitro začel rokokojsko gradnjo, ki obstaja še danes. Prav tako je obnovil glavno hišo, da se sooči s pomorskim pristopom do Bergna. Kmalu po Gyldenkrantzovi smrti je bilo posestvo prodano Hermanu Didrichu Jansonu, enemu najbogatejših ljudi svojega časa. Dokončal je le manjše zunanje spremembe, notranjost hiše pa je temeljito prenovil. Družina Janson je ohranila lastništvo posestva do leta 1983, ko ga je prevzel Vestlandske kunstindustrimuseum, ki je v sodelovanju z Direktoratom za kulturno dediščino na Norveškem začel 10-letno obnovo. Uvrščeno je bilo na seznam varovanih, Bergen Museum pa je prevzel posestvo.

## Arhitektura
Damsgård je ena redkih stavb rokoko arhitekturnega sloga na Norveškem in je nenavadna kot rokoko lesena konstrukcija v Evropi. Fasada glavne stavbe pretirava z dimenzijami same hiše, za ustvarjanje simetrije pa sta poslikani dve okni. Notranjost stavbe je bila obnovljena v prvotni podobi iz zgodnjega 18. stoletja, notranjost pa v različna obdobja zgodovine Damsgårda.
Glavni portal obdajata dva stebra, ki podpirata delna pedimenta. Stebra stojita na podstavkih, ki se ukrivljata proti vratom. Ta arhitekturni detajl ni poznan od drugod in je v nasprotju z nosilno funkcijo stebra. Vendar pa ga najdemo na več oltarjih v Vestlandetu na Norveškem, ki so bili verjetno vsi izdelani v Bergnu. Na nekaterih od njih je enak ukrivljen steber. Risba glavne fasade Valentina Wedela je presenetljivo podobna zgornjemu delu oltarne slike v Sykkylvenu, tako da je avtor verjetno isti. Vendar pa je bila sedanja glavna fasada naknadno spremenjena na trikotnem zatrepu okoli leta 1800. Umetnostni zgodovinar Jan Hendrich Lexow meni, da je ozadje tega vestlandskega fenomena knjiga Prospettiva de pittori e architetti (Rim 1693–1700) jezuita patra Andrea Pozza. Pozzo je reproduciral 13 različnih oltarnih kompozicij v enem in jih razglasil za altare capriccioso, prav tako z ukrivljenimi stebri. Knjiga je bila široko razširjena po Evropi, vendar se ta arhitekturni motiv zavestno ne uporablja nikjer zunaj Vestlandeta.

### Opis notranjosti
Sprednji hodnik je pri glavnem vhodu in je namenjen sprejemu gostov. Stene so okrašene z zgornjimi nastavki, ki prikazujejo teme iz Munkholmena pri Trondheimu, Fredriksberga v Københavnu in kitolova v Severnem morju. Tla so prekrita z marmornimi ploščami iz Bergna. Desno od hodnika je Modra soba, levo Zlata soba in naravnost pridete na zadnji hodnik, ki vodi na dvorišče.
Zadnji hodnik gleda na dvorišče. Vrata na dvorišče so iz 18. stoletja. Prvotno so bila na glavni fasadi in so bila vstavljena v dvoriščno fasado med prenovo pod vodstvom Gyldenkrantza okoli leta 1770. Poleg tega so vidni sledovi prvega stopnišča, ki je bilo prav tako zgrajeno v 18. stoletju. Tu je tudi gasilsko vedro iz časa prvih Jansonov.
Modra soba je prehodna soba in je desno od vhoda in levo od Rdečega kabineta. Soba ima pogled na cerkev Laksevåg in Kirkebukt. Soba je dobila ime po modro-belih tapetah iz velurja, ki so bile nameščene med prenovo pod Gyldenkrantzom. Tla so novejšega datuma. Na stenah visi veliko portretov in gravur, vključno s portretom Gyldenkrantza, ki ga je leta 1783 naredil J.C.C. Michaelsen. Soba ima lestenec in veličastno temno lončeno peč, kar je na Norveškem relativno redko. Peč so izdelali v Nemčiji sredi 18. stoletja. V omari hranijo in razstavljajo več predmetov iz srebra.
Rdeči kabinet je neposredno povezan z Modro sobo in ponuja enak razgled. Soba je dobila ime po rdečih tapetah, ki izvirajo iz leta 1865. Pohištvo je iz sredine 19. stoletja.
Ženska soba je na zahodni strani glavne hiše. Povezuje se z Rdečim kabinetom in omogoča dostop do majhne kuhinje. Z okna se vidi Gospodičin vrt. V spalnici je velika postelja z baldahinom iz poznega 18. stoletja.
Majhna kuhinja meji na Žensko sobo in ima pogled na dvorišče. To kuhinjo so uporabljali, ko v dvorcu ni bilo praznovanj. Soba je zasnovana tako, kot jo je leta 1983 zapustila družina Janson.
Zlata soba je na glavni fasadi, nasproti Modre sobe. Je bogato opremljena, vendar je objekt iz prve polovice 19. stoletja. Zlat ton sten izhaja iz obdobja, ko je hišo prevzel Herman Didrich Janson.
Medaljonska soba meji na Zlato sobo in tvori vogalno sobo na glavni in vzhodni fasadi. Soba je urejena v svetlo rdečih tonih, na stenah pa je pet poslikanih medaljonov, okrašenih z okvirji in intarzijami. Slike prikazujejo pokrajine, ena pa Jansonove čolne. Pohištvo in lestenec sta iz druge polovice 19. stoletja. Leta 1887 je soba za medaljone dobila vrata na vrt, ki je na vzhodni strani hiše.
Gospodova dvorana je na zahodni strani glavne stavbe in je dostopna iz sobe z medaljoni in kuhinje. Soba ima pogled na Gospodarjev vrt. Na stene pod stropom je pritrjena bordura, na kateri se vidijo bežeči psi. Pohištvo je iz začetka 20. stoletja.
Kuhinja je na zadnji strani glavne stavbe. Vanjo je mogoče vstopiti skozi zadnji hodnik, ima pa tudi vrata v Zlato sobo, Gospodovo dvorano in majhen hodnik, skozi katerega je mogoče doseči Sobo s porcelanom. Skozi velika okna se vidi na dvorišče. Kuhinja je bogata z barvami, kot je bilo to običajno v poznem baroku. Najnovejša obnova je sobo vrnila v slog 18. stoletja: vijolične stene, svetlo modre okenske police, svetlo zelena vrata in letve ter oker in bordo vložki. V prostoru dominira velik kamin, ki se uporablja za pripravo jedi.
Porcelanska soba v vzhodnem krilu je za glavno spalnico in jo je leta 1796 opremil Herman Didrich Janson. Po obnovi so bile povrnjene prvotne sive in zelene barve sten. Bogat inventar so sčasoma prodali ali podedovali. Ogledati si je mogoče zajtrkovalni servis iz tovarne porcelana Royal Copenhagen, kupljen leta 1798. Vključuje več kosov stekla, vključno s skledo za punč, ki je prvotno pripadala Danckertu Danckertsenu Krohnu.
Plesna dvorana je v drugem nadstropju glavne stavbe. Ima vrata v slogu rokokoja in lestenec. Stene so okrašene s temnimi draperijami, različnimi portreti in ogledali. Pohištvo je iz 18. stoletja. Pozlačeno usnjeno oblazinjenje stolov priča o tem, kako premožni so morali biti prebivalci hiše.

### Oblikovanje vrtov
Posestvo ima dva vrta znotraj obzidja in enega zunaj. Vzhodni vrt, ki je znotraj obzidja, je znan kot »gospodarjev vrt«, zahodni vrt, ki je tudi znotraj obzidja, je znan kot »gospodičin vrt«, medtem ko je vrt zunaj obzidja znan kot »angleški vrt«. Po desetletjih propadanja so bili vrtovi leta 1998 obnovljeni v stanje iz 18. stoletja. Botaniki z univerze v Bergnu so pomagali pri odločitvi, katero zelenjavo in rože bodo gojili, da bodo čim bolj podobni prvotnim vrtovom.
Vzhodni gospodarjev vrt, je strogo simetričen, s šestimi kvadrati rastlin in potmi iz belih skodel. Zahodni gospodičin vrt, je veliko manj simetričen, z dvema ribnikoma in majhnim kipom Neptuna, ki brizga vodo v enega od ribnikov. Oba vrtova sta obdana z obzidjem. To ne velja za angleški vrt. Postavljen je bil v 18. stoletju, šele okoli leta 1830 je postal angleški vrt. Ta vrt vsebuje majhen potok in pot ter je odprt vse leto.
Vrtovi so bili leta 1999 nagrajeni z nagrado Årets grønne parken (Zeleni park leta) [5].
Obnovo moškega in ženskega vrta je izvedel rekreacijski oddelek mestne občine Bergen po načrtih švedskega krajinskega arhitekta Svena-Ingvarja Anderssona. Vrtovi so bili dokončani 25. avgusta 1988, preden so hišo ponovno odprli. Cilj obnove je bil obnoviti vrt, kakršen je bil v 18. stoletju, tako z rastlinami, ki so bile takrat pogoste, kot z vrtno arhitekturo. Botaniki z Univerze v Bergnu so izbrali okrasne in poljščine, za katere je trenutno največ možnosti za gojenje. Izbrane so bile vrtnice in koristne rastline, kot sta zelje in čebula, pa tudi zbirka zelišč iz timijana, mete in žajblja. Vrt krasi več kipov. So kopije sodobne vrtne umetnosti. Na vzhodnem vrtu je stal kip Neptuna, na zahodnem Merkurja. Simbolizirajo pomorstvo in trgovino, osnovo življenja v mestu Bergen.
Herrengarten ima strogo geometrijsko zasnovo s šestimi trgi in drevoredom tis. Poti so iz belega grušča.
Frauengarten sledi manj strogim arhitekturnim linijam kot vzhodni vrt. Tam sta ribnik z racami in ribnik s krapi. Račji ribnik je v liniji z oknom ženske spalnice. Ta prečna os poteka skozi celotno hišo do Herrengarten, kjer kip Neptuna izliva vodo v majhno kotanjo.
Angleški vrt je bil verjetno urejen v polkrožni obliki z lipami sredi 18. stoletja. Šele okoli leta 1830 so ga preuredili v angleški krajinski vrt z mostom čez potok, ribnikom s plazečimi rastlinami in potmi. Tudi ta vrt je bil obnovljen in je dostopen vse leto.

## Muzej
Muzej Damsgård je odprt za javnost samo z ogledom. Stoji na naslovu Alléen 29 v Laksevågu.
- Dvorec Damsgård
- Gospodarjev vrt
- Gospodičin vrt
- Angleški vrt